# Pseudohaje goldii
Pseudohaje goldii (деревна кобра Голді) — вид отруйних змій родини аспідових (Elapidae). Мешкає в Західній і Центральній Африці. Вид названий на честь британського колоніального адміністратора Джорджа Таубмана Голді.

## Опис
Деревна кобра Голді — одна з найбільших отруйних змій в Африці, її довжина (враховуючи хвіст) становить 2,2–2,7 м. Вона має чорне забарвлення та циліндричне тіло з довгим гострим хвостом, пристосованим до лазання по деревах. Голова невелика з надзвичайно великими очима, які забезпечують змії чудовий зір. Зазвичай посередині тіла спинна луска формує 15 рядів, однак у деяких особин їх кількість може досягати 17. Забарвлення чорне.
Отрута деревної кобри Голді є однією з найбільш токсичних і смертоносних серед усіх африканських змій. Як і в інших аспідів, ця отрута є нейротоксичною. Вона діє швидко і надзвичайно сильно, легко може вбити людину. Не існує жодної відомої спеціальної протиотрути. Симптоми укусу включають набряк і пекучий біль навколо рани від укусу, оніміння кінцівок і губ, серйозне утруднення дихання, рясне потовиділення та затуманення зору. Постраждалі можуть померти від дихальної недостатності.

## Поширення й екологія
Деревні кобри Голді мешкають в Кот-д'Івуарі, Гані, Нігерії, Камеруні, ЦАР, Габоні, Екваторіальній Гвінеї, Республіці Конго, ДР Конго, Анголі, Кенії, Руанді, Уганді і Бурунді. Вони живуть у первинних і вторинних лісах і рідколіссях, на берегах річок і струмків, трапляються в мангрових лісах, на бананових плантаціях і в садах. Зустрічаються на висоті до 2000 м над рівнем моря.
Незважаючи на великі розміри, деревні кобри Голді є дуже спритними зміями. Вони швидко лазять по деревах за допомогою довгого хвоста, переміщуються по землі та плавають у воді. Ведуть прихований спосіб життя, тому люди рідко з ними зустрічаються. Однак вони є одними з небагатьох змій, які вважаються агресивними.  У разі загрози вони підіймаються на диби та розпускають капюшон, типовий для кобр, хоча і набагато вужчий, ніж у єгипетської кобри. Якщо змію спровокувати, вона буде намагатися вкусити.
Деревні кобри Голді полюють переважно на деревних жаб, птахів і ссавців, таких як білки, а також на наземних жаб і навіть на рибу. Відкладають яйця. В кладці від 10 до 20 яєць.